# Trận Sellasia
Trận Sellasia (tiếng Hy Lạp: Μάχη της Σελλασίας) đã diễn ra trong mùa hè năm 222 trước Công nguyên giữa liên quân của Macedonia và Liên minh Achaea, chỉ huy bởi Antigonos III Doson, và quân Sparta dưới sự chỉ huy của vua Cleomenes III. Trận chiến diễn ra tại Sellasia nằm ở trên biên giới phía bắc của vùng Laconia và kết thúc là một chiến thắng của liên quân Macedonia-Achaea.

## Bối cảnh
Năm 229 TCN, vua Sparta, Cleomenes III, đã chiếm lấy các thành phố có vai trò chiến lược quan trọng của vùng Arcadia như Tegea, Mantinea, Caphyae và Orchomenus, liên kết họ với liên minh Aetolia hùng mạnh, một liên minh ở miền Trung Hy Lạp. Các sử gia như Polybius và Sir William Smith cho  rằng Cleomenes chiếm các thành phố nhờ sự phản bội, tuy nhiên, Richard Talbert, người dịch tác phẩm của Plutarch về Sparta, và sử gia NGL Hammond nói rằng Cleomenes đã chiếm chúng theo yêu cầu riêng của họ   Sau đó cùng năm, theo lệnh của các giám quan, Cleomenes chiếm được Athenaeum, nằm gần Belbina. Belbina là một trong những vùng vào thời điểm này đang tranh chấp giữa Sparta và thành phố Megalopolis.
Việc chiếm giữ những thành phố này, là nguyên nhân khiến liên minh Achaea, liên minh đang sở hữu một vùng rộng lớn của bán đảo Peloponnese, tuyên chiến với Sparta. Cuộc tấn công này dưới sự chi huy bởi thượng đẳng tướng quân của người Achaea, Aratos của Sicyon, nhằm chiếm Tegea và Orchomenus bằng cách sử dụng các cuộc tấn công ban đêm nhưng không thành công và buộc Aratos phải rút lui. Quân đội Sparta có 5.000 người, dưới sự chỉ huy của Cleomenes, hành quân vào Arcadia và tàn phá lãnh thổ của người Achaea trước khi buộc một đội quân lớn hơn nhiều của người Achaea rút lui.
Trong khi đó, Ptolemaios III của Ai Cập, người ủng hộ người Achaea trong cuộc đấu tranh của họ chống lại Macedonia, đã quyết định chuyển sự hỗ trợ tài chính của mình cho Sparta khi ông nhìn thấy một Sparta đang trỗi dậy như là một mối đe dọa lớn hơn tới Macedonia hơn một liên minh Achaea đang thất bại. Vào tháng 5 năm 227 trước Công nguyên, Aratos tấn công thành bang Elis, mà đã kêu gọi Sparta hỗ trợ quân sự. Khi quân đội Achaea đã trở về từ Elis, họ đã bị tấn công và đánh tan bởi Cleomenes.
Nhờ việc hối lộ các giám quan vào cho phép ông tiếp tục chiến dịch của mình, Cleomenes xâm chiếm lãnh thổ của người Megalopolis, nơi ông đã phải đối mặt với một đội quân Achaea. Sau một trở ngại nhỏ, người Sparta tập kích và tiêu diệt quân đội của người Achaea. Sự suy sụp tinh thần của liên minh Achea khiến họ đã không nỗ lực hơn nữa để tấn công Sparta trong năm đó. Cleomenes bây giờ đã đủ tự tin về vị thế  vững mạnh của mình để bắt đầu âm mưu chống lại các giám quan. Sau khi tuyển dụng một vài người ủng hộ, ông trở về Sparta với một nhóm lính đánh thuê và giết chết tất cả các giám quan ngoại trừ một, người đã cố gắng để trốn vào chỗ linh thiêng trong một ngôi đền.. Với các pháp quan bị loại bỏ, Cleomenes đã có thể bắt đầu những nỗ lực cải cách kinh tế, xã hội và quân sự của mình, bao gồm cải cách ruộng đất, huỷ bỏ các khoản nợ và chuyển đổi quân đội Sparta thành một đội quân theo kiểu Macedonia.
Năm 226 trước Công nguyên, thành Mantinea, đã bị chiếm bởi người Achaea, họ kêu gọi Cleomenes tới hỗ trợ nhằm đánh đuổi đơn vị đồn trú người Achaea. Sau khi ông đánh đuổi đơn vị đồn trú của Achaea  khỏi thành phố, Cleomenes di chuyển quân đội của mình tới Achaea trong hy vọng sẽ lôi kéo quân đội Achaea vào trận cuộc chiến lớn. Tại Dyme, quân đội Sparta chạm trán toàn bộ quân đội Achaea và đánh tan tác đội hình phalanx Achaea  Thất bại thảm hại này buộc người Achaean phải thương lượng và Cleomenes yêu cầu rằng liên minh phải đầu hàng ông ta. Tuy nhiên, trước khi có thể đạt được kết quả thuận lợi, Cleomenes mắc bênh nặng và buộc phải trở về Sparta.
Lợi dụng việc tạm dừng các cuộc đàm phán, Aratos bắt đầu đàm phán với vua Antigonos III Doson của Macedonia. Tuy nhiên, đa số thành viên liên minh đã chống lại việc đàm phán với người Macedonia vì vậy kế hoạch  của Aratos đã bị hủy bỏ trong thời gian này . Trong một chiến dịch nhanh chóng, Cleomenes đã cố gắng để chiếm các thành phố Cleonae, Argos, Corinth, Hermione, Troezen và Epidaurus. Những gì xảy ra buộc người Achea quyết định thiết lập liên minh với Antigonos, theo đó họ đã giao cho ông ta Acrocorinth, cũng như các thành phố Orchomenus và Heraea để đổi lấy sự trợ giúp của ông chống lại Cleomenes.

## Chuẩn bị
Antigonos tiến về phía bán đảo Peloponnese với một đội quân lớn gồm 20.000 bộ binh và 1300 kỵ binh thông qua đảo Euboea. Ông dùng đến con đường này sau khi các tuyến đường của họ bị chặn bởi liên minh thù địch của người Aetolia, những người đe dọa sẽ ngăn chặn cuộc hành quân của ông nếu ông đi xa hơn về phía nam. Sau khi tiến đến eo đất Corinth, quân đội Macedonia bị chặn lại bởi một loạt các công sự mà Cleomenes đã dựng lên trên eo đất. Một số nỗ lực để phá những công sự bị đẩy lùi với tổn thất đáng kể.
Tuy nhiên,Argos, đã nổi dậy chống lại Sparta và đánh đuổi lực lượng đồn trú của họ với sự giúp đỡ của một số binh sĩ Macedonia. Thất bại này buộc Cleomenes phải từ bỏ vị trí của mình trên eo đất và rút về Arcadia 
Antigonos đã tiến hành chiếm một số thành phố ở Arcadia mà đứng về phía Cleomenes. Ông trở về Achaea trước khi giải tán binh lính Macedonia của mình để họ có thể trú đông ở nhà   Khoảng thời gian này, Ptolemaios của Ai Cập dừng hỗ trợ tiền bạc cho Cleomenes, khiến cho Cleomenes không có tiền mà trả lương cho lính đánh thuê của mình. Cleomenes bắt đầu bán cho những helot sự tự do của họ để đổi lấy một khoản tiền.
Cleomenes đã nhận thức được thực tế rằng Antigonos đã giải tán toàn bộ quân Macedonia của mình và quyết định phát động một cuộc tấn công vào liên minh Achaea. Ông đã đánh lạc hướng rằng ông ta sẽ tấn công lãnh thổ Argos nhưng thay vào đó chuyển hướng và tấn công Megalopolis. Người Sparta đã cố gắng để vượt qua những công sự yếu kém và bắt đầu chiếm đóng thành phố  Các công dân của Megalopolis đã không biết rằng người Sparta đã ở trong thành phố cho đến khi bình minh và sau hành động chặn hậu bởi một số công dân cho phép phần lớn người Megalopolis trốn thoát. Cleomenes gửi cho người Megalopolis một tin rằng ông sẽ trả lại thành phố của họ nếu họ gia nhập liên minh của mình nhưng khi đề nghị này bị từ chối, Cleomenes ra lệnh cướp phá thành phố và san bằng.

## Trận đánh
Việc cướp phá Megalopolis gây ra một cú sốc lớn cho liên minh Achaea. Cleomenes tiếp tục thành công bằng cuộc đột kích vào lãnh thổ của Argos, vì ông biết Antigonos không thể chống ông do thiếu binh lính. Cleomenes cũng đã hy vọng rằng một cuộc đột kích vào lãnh thổ của người Argos sẽ làm cho người Argos mất niềm tin vào Antigonos vì thất bại của mình để bảo vệ đất đai của họ  Walbank mô tả cuộc tấn công này là "một màn trình diễn ấn tượng, nhưng nó không có tác dụng khác ngoài việc làm cho nó thậm chí còn rõ ràng hơn rằng Cleomenes phải bị đánh bại trong một trận chiến lớn. "
Cleomenes đã chọn một vị trí vững chắc, đặt quân đội của mình trên một con đường tiếp theo một con sông chảy giữa hai ngọn đồi, Olympus và Eva. Quân đội của ông gồm 20.000 lính bộ binh theo kiểu hoplite của người Spartan, có thể là lính giáo Sparta(theo Plutarch, Cleomenes có 2.000 lính Lacedaemonia trang bị theo phong cách Macedonia), perioeci, lính đánh thuê và khoảng 650 kỵ binh. Đội hình phalanx Sparta, dưới sự chỉ huy cá nhân của Cleomenes đặt bên cánh phải của chiến trường và được đặt trên đỉnh đồi của Olympus gần Sellasia. Lực lượng này được hỗ trợ bởi bộ phận lính bộ binh đánh thuê nhẹ. Lực lượng đồng minh cũng là phalanx của perioeci được chỉ huy bởi người em Cleomenes, Eucleidas. Những lực lượng này đặt bên cánh trái hàng ngũ của Cleomenes và được đặt tại Eva. Lực lượng trung tâm chiếm thung lũng và con đường được giao cho kỵ binh Sparta, được hỗ trợ bởi lính đánh thuê. Cleomenes có thể hy vọng rằng với vị trí chiến thuật cao hơn, quân đội của ông sẽ bù đắp được sự thua kém về số lượng của mình. Để chắc chắn, ông đã ra lệnh một đào một cái hố và một hàng rào đắp dọc theo phòng tuyến phía trước.
Antigonos, về phần mình, đã đến chiến trường với một lực lượng lớn vào khoảng 30.000 lính, kể cả lực lượng đồng minh của Liên minh Achaea. Lần đầu tiên kể từ đầu thế kỷ thứ 3 trước Công nguyên, người Macedonia dàn trận chống lại người Sparta với một quân đội quốc gia đúng nghĩa và chứ không phải một tập hợp của lính đánh thuê. Antigonos một mình đã có 10.000 lính giáo, 3.000 lính phóng lao và 300 kỵ binh  từ Macedonia cũng như 1.000 người Agrianes, 1.600 lính Illyria, 1.000 lính Galatia và 3.000 lính đánh thuê không xác định và 300 kỵ binh. Phe đồng minh cung cấp cho ông ta với đội quân trọng hơn nữa, người Achaea với 3.000 bộ binh và 300 kỵ binh, người Boeotia với 2.000 bộ binh và 200 kỵ binh, người Acarnania với 1.000 bộ binh và 50 kỵ binh, và người Epirot với 1.000 bộ binh và 50 kỵ binh.
Antigonos đặt đội hình phalanx của mình đối diện với bộ binh Lacedaemonia đã dàn trận ở phía trên của hai ngọn đồi, với mệnh lệnh tiến về phía trước và chiếm lấy điểm cao. Kỵ binh Macedonia của ông, người Achaean (dẫn đầu bởi Philopemen), người Boeotia và lính đánh thuê dưới sự chỉ huy của Alexandros, đã được dàn trận ở phía trước kỵ binh đối phương ở trung tâm. Người Macedonia bên cánh phải tại Eva tiến đến chống lại người Lacedaemonia, nhưng đã bị tấn công từ phía sau bởi bộ binh hạng nhẹ của đối phương mà bước đầu được dàn trận với kỵ binh. Bị tấn công từ phía sau và phía trước, đội hình phalanx của Antigonos đã gặp nhiều khó khăn cho đến khi Philopemen, bất chấp mệnh lệnh của ông, đột kích cùng những chiến binh của mình, giúp đội hình phalanx buộc bộ binh  nhẹ của đối phương phải rút lui, do đó đảm bảo chiến thắng cho người Macedonia. Sau trận chiến, Antigonos đánh giá cao sáng kiến của chàng trai trẻ Philopemen. Theo Plutarch, trên 6.000 người Sparta chết, chỉ có 2 sống sót, những người khác thích cái chết danh dự hơn là sống một cách hổ thẹn. Cleomenes chạy trốn tới Alexandria, và qua đời ở đây.